# La Chapelle-Montbrandeix
La Chapelle-Montbrandeix is een gemeente in het Franse departement Haute-Vienne (regio Nouvelle-Aquitaine) en telt 262 inwoners (1999). De plaats maakt deel uit van het arrondissement Rochechouart.

## Geografie
De oppervlakte van La Chapelle-Montbrandeix bedraagt 19,5 km², de bevolkingsdichtheid is 13,4 inwoners per km².
De onderstaande kaart toont de ligging van La Chapelle-Montbrandeix met de belangrijkste infrastructuur en aangrenzende gemeenten.

## Demografie
Onderstaande figuur toont het verloop van het inwonertal (bron: INSEE-tellingen).